# Krzysztof Jeżowski (kolarz)

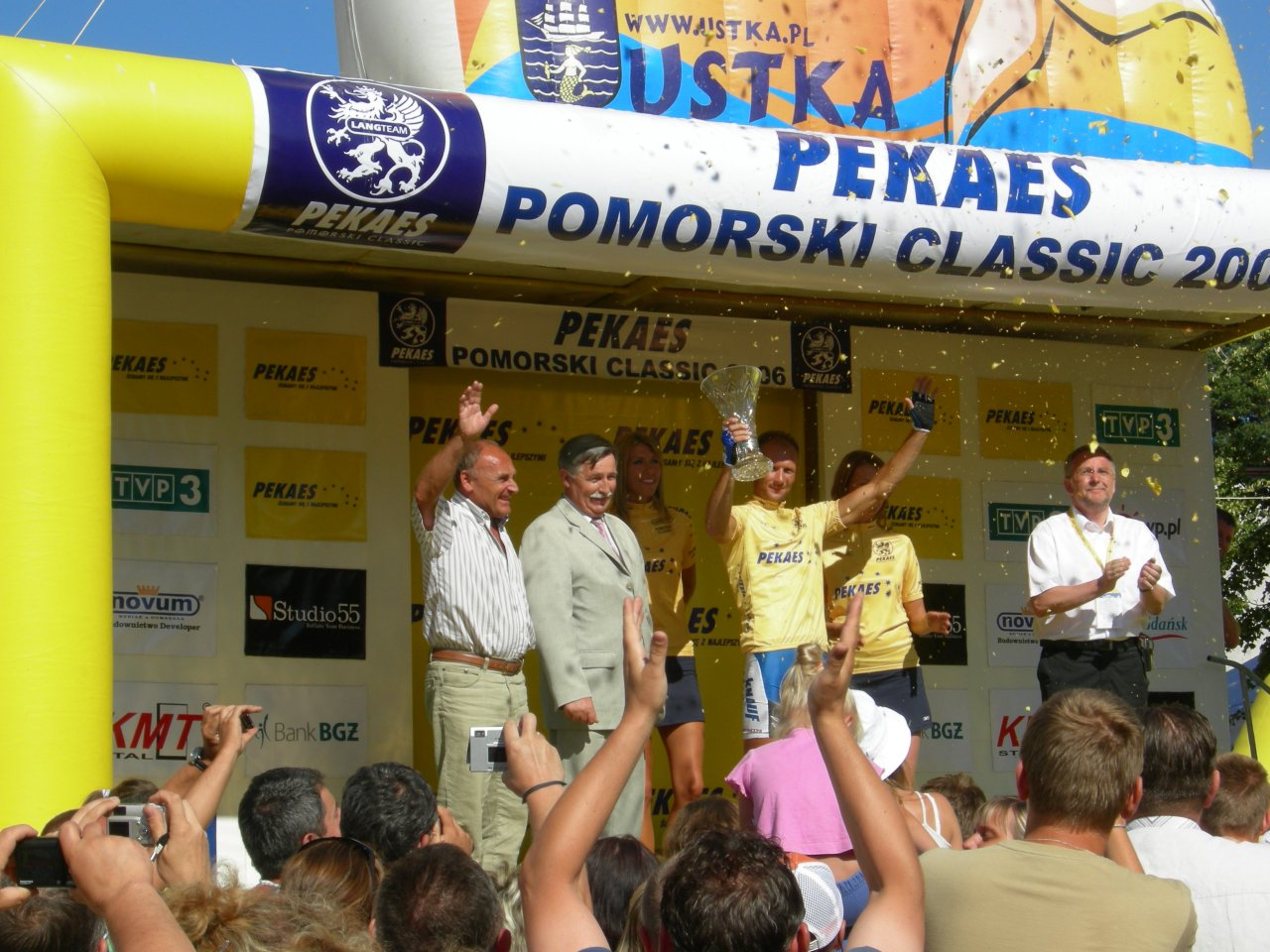
Krzysztof Jeżowski, Pomorski klasyk 2006

Krzysztof Jeżowski (ur. 30 sierpnia 1975 w Pabianicach) – polski kolarz szosowy, mistrz Polski w wyścigu ze startu wspólnego (2009)

## Życiorys
Jest wychowankiem LKS Pawlikowiczanki. Od 1997 do 2000 występował w barwach Legii Warszawa, a następnie w ekipach Mikomax-Browar Staropolski (2001-2003), Knauf Team (2004-2006), CCC Polsat Polkowice (2007-2010) i Bank BGŻ Team (2011-2012).
W wyścigu szosowym ze startu wspólnego był mistrzem Polski (2009), wicemistrzem (2002) i brązowym medalistą (2004). W 2009 zwyciężył w generalnej klasyfikacji Tour de Taiwan. Wygrał także dwukrotnie Memoriał im. Henryka Łasaka (2007, 2008) oraz pojedyncze etapy w Wyścigu Dookoła Mazowsza (2001, 2005, 2 × 2006, 2009), Małopolskim Wyścigu Górskim (2 × 2004, 2007, 2008, 2009), Wyścigu Solidarności (2004), Wyścigu Szlakiem Grodów Piastowskich (2 × 2006, 2008), Bałtyk-Karkonosze Tour (2007, 2011) i Wyścigu Dookoła Maroka (2004, 4 × 2009). W Wyścigu Pokoju startował w 1999 (77. miejsce), 2000 (nie ukończył), 2002 (76. miejsce), 2004 (nie ukończył).

## Najważniejsze osiągnięcia
1998
- 1. miejsce na 6., 7. i 10. etapie Tour of Hellas

1999
- 2. miejsce w Dookoła Mazowsza

2001
- 1. miejsce na 5. etapie Dookoła Mazowsza
- 3. miejsce w Memoriale Henryka Łasaka

2002
- 2. miejsce w mistrzostwach Polski (start wspólny)

2004
- 1. miejsce na 11. etapie Tour du Maroc
- 1. miejsce w GP Palma
- 3. miejsce w mistrzostwach Polski (start wspólny)
- 1. miejsce na 4. etapie Wyścigu Solidarności i Olimpijczyków
- 3. miejsce w Dookoła Mazowsza
- 1. miejsce na 2. i 3. etapie Tour of Małopolska

2005
- 1. miejsce na 5. etapie Mazovia Tour

2006
- 1. miejsce na 3. i 4. etapie Szlakiem Grodów Piastowskich
- 2. miejsce w Neuseen Classics
- 1. miejsce w Pomorskim Klasyku
- 1. miejsce w klasyfikacji punktowej Dookoła Mazowsza
  - 1. miejsce na 1. i 4. etapie
- 2. miejsce w Wyścigu o Puchar Ministra Obrony Narodowej

2007
- 1. miejsce w klasyfikacji górskiej Bałtyk-Karkonosze Tour
  - 1. miejsce na 3. etapie
- 1. miejsce na 2. etapie Tour of Małopolska
- 1. miejsce w Memoriale Henryka Łasaka
- 1. miejsce na 2. etapie Szlakiem Walk Majora Hubala

2008
- 1. miejsce na 4. etapie Tour de Taiwan
- 1. miejsce na 3. etapie Szlakiem Grodów Piastowskich
- 1. miejsce w klasyfikacji punktowej Wyścigu Solidarności i Olimpijczyków
- 2. miejsce w Pomorskim Klasyku
- 1. miejsce na 2. etapie Tour of Małopolska
- 1. miejsce w Memoriale Henryka Łasaka
- 1. miejsce na 3. etapie Szlakiem Walk Majora Hubala

2009
- 1. miejsce w Tour de Taiwan
  - 1. miejsce w klasyfikacji punktowej
  - 1. miejsce na 3. i 6. etapie
- 1. miejsce na 1., 6., 9. i 10. etapie Tour du Maroc
- 1. miejsce na 2. etapie Tour of Małopolska
- 1. miejsce w mistrzostwach Polski (start wspólny)
- 1. miejsce na 4. etapie Dookoła Mazowsza
- 2. miejsce w Memoriale Henryka Łasaka

2010
- 3. miejsce w Memoriale Andrzeja Trochanowskiego

2011
- 2. miejsce w Memoriale Andrzeja Trochanowskiego
- 3. miejsce w Dookoła Mazowsza